# Annie Playden
Annie Maria Playden, née à Bearsted (Angleterre) le 28 janvier 1880 et morte à Katouah (état de New-York) le 25 décembre 1967, a inspiré à Guillaume Apollinaire de très nombreux poèmes parmi lesquels figurent La Chanson du mal-aimé et L'Émigrant de Landor Road, Annie, Colchiques, La Loreley, L'Adieu, etc.

## La relation entre Annie Playden et Apollinaire
Apollinaire, en juillet 1900, trouve un emploi dans une officine financière où il fait la connaissance de René Nicosia. La mère de celui-ci est le professeur de piano de Gabrielle, la fille de Élinor Hölterhoff, vicomtesse de Milhau. Celle-ci cherchant un professeur de français pour Gabrielle, madame Nicosia lui présente Guillaume Apollinaire qui est engagé en mai 1901. Quand la vicomtesse de Milhau décide de faire un long séjour en Allemagne où sa famille habite, à Honnef et à Neu-Glück (près d'Oberpleis (de)),, Apollinaire est du voyage, ainsi qu'Annie Playden, la gouvernante anglaise de Gabrielle. Une idylle s'ébauche entre les deux jeunes gens (ils sont nés tous deux en 1880). En août 1902, Apollinaire a terminé son contrat d'un an et il rentre à Paris. En novembre 1903, il se rend à Londres, où il loge chez son ami Faik Konica (en) pour tenter de reprendre contact avec Annie Playden, rentrée en Angleterre. Il y retourne en mai 1904, mais s'y heurte au refus de la jeune fille.
Peu de temps après, lassée de l'insistance d'Apollinaire, Annie Playden quitte l'Angleterre et s'installe aux États-Unis. Pour fausser les pistes, elle fait dire à Apollinaire qu'elle est au Texas, d'où le poème Annie, dans lequel il l'imagine au Texas. En réalité, elle va jusqu'en Californie où, après avoir été la gouvernante de deux enfants américains, elle épouse un certain Mr Postings. Après la mort de son mari, elle se retire près de New-York, chez sa sœur, où elle meurt en décembre 1967.
Avant que Robert Goffin ne la retrouvât en 1946, elle n'avait aucune connaissance de la destinée de son soupirant, qu'elle ne connaissait que sous le nom de Wilhelm Kostrowicki et qu'on appelait « Kostro »,.

## Le témoignage d'Apollinaire
« « Aubade » n’est pas un poème à part mais un intermède intercalé dans « La Chanson du mal aimé » qui datant de 1903 commémore mon premier amour à vingt ans, une Anglaise rencontrée en Allemagne, ça dura un an, nous dûmes retourner chacun chez nous, puis ne nous écrivîmes plus. Et bien des expressions de ce poème sont trop sévères et injurieuses pour une fille qui ne comprenait rien à moi et qui m’aima puis fut déconcertée d’aimer un poète, être fantasque ; je l’aimais charnellement mais nos esprits étaient loin l’un de l’autre. Elle était fine et gaie cependant. J’en fus jaloux sans raison et par l’absence vivement ressentie, ma poésie qui peint bien cependant mon état d’âme, poète inconnu au milieu d’autres poètes inconnus, elle loin et ne pouvant venir à Paris. Je fus la voir deux fois à Londres, mais le mariage était impossible et tout s’arrangea par son départ à l’Amérique, mais j’en souffris beaucoup, témoin ce poème où je me croyais mal-aimé, tandis que c’était moi qui aimait mal et aussi « L’Émigrant de Landor Road » qui commémore le même amour, de même que « Cors de chasse » commémore les mêmes souvenirs déchirants que « Zone », « Le Pont Mirabeau » et « Marie » le plus déchirant de tous je crois. »

— Guillaume Apollinaire, Lettre à Madeleine Pagès, 30 juillet 1915

## Comment on a retrouvé Annie Playden
Des amis d’Apollinaire, personne ne connaissait Annie en dehors de ce qu’en exprimaient les poèmes et des rares confidences que le poète avait faites sur sa jeunesse. Francis Carco ayant affirmé qu’il s’agissait de Marie Laurencin, l’ensemble des exégètes l’avait cru.
Dans Le Point de vue d’Annie, la mal-aimée d’Apollinaire (voir bibliographie), Catherine Choupin, professeur français de lettres classiques, détaille cette recherche. Les grandes étapes en sont les suivantes :
- Le 30 juillet 1915, Apollinaire adresse une lettre à Madeleine Pagès et donne des précisions essentielles sur celle qui aurait inspiré certains de ses poèmes, notamment La chanson du mal-aimé, mais pas de nom ni de prénom.

« Même Paul Léautaud, qui l’avait pourtant bien connu, avait écrit en 1927 que le voyage du poète en Allemagne était complètement imaginaire, un peu comme la mer pour le jeune Rimbaud du Bateau ivre. ».
- En 1937, un jeune Allemand, Ernst Wolf consacre sa thèse de doctorat à Apollinaire et la Rhénanie. Il publie la lettre du 30 juillet 1915 restée jusque là inédite ; il interroge un vieux paysan rhénan, nommé Johannes Dahs, près de la maison de Neu-Glück où Apollinaire avait travaillé en 1901 et en 1902. Le vieil homme se souvenait de lui ainsi que d’une gouvernante anglaise :

« Elle s’appelait Annie de son prénom. Son nom de famille était prononcé par mon interlocuteur d’une façon que l’on transcrirait à peu près "Playden’ en anglais. »
Mais la thèse est énorme, écrite en allemand et passe inaperçue à cette époque.
- En 1945, André Rouveyre publie Apollinaire, Collection Blanche (NRF) chez Gallimard, livre dans lequel il restitue les prénom et nom d’Annie Playden donnés dans la thèse de Ernst Wolf.

- Début 1946, lors d’une rencontre, Pierre Marcel Adéma (1912-2000), premier biographe véritable d'Apollinaire, informe l’avocat, écrivain et poète Robert Goffin du livre d’André Rouveyre ; il lui apprend ainsi les prénom et nom d’Annie Playden ou Heyden ; par ailleurs, à partir de la connaissance qu’il a de la vie d’Apollinaire et de ses séjours à Londres, il lui indique qu’Annie devait avoir habité dans la banlieue de Londres, à Clapham[12].

- En mars 1946, Robert Goffin entreprend alors une recherche des traces de la famille Playden ou Heyden dans toutes les paroisses de Clapham.

« Il y avait une petite église insérée dans un quartier de modestes bourgeois. J’allais sonner quand je vis sortir un pasteur … Il avait, me signala-t-il, connu le pasteur Playden ». Celui-ci était mort mais son fils habitait dans le voisinage. Robert Goffin est reçu par l’épouse du frère d’Annie : « Annie Playden était mariée, s’appelait Madame Postings et habitait dans un ranch en Californie ».
De cette rencontre, il obtient l’adresse d’Annie et lui écrit.
- En avril 1946, Robert Goffin reçoit une première lettre d’Annie Playden, datée du 18 avril de Californie[14]. Il est alors possible de comprendre le sens énigmatique du titre du poème L’Émigrant de Landor Road : c’était le nom de la rue où habitait jadis Annie, mais cette rue avait depuis été rebaptisée « London Road ». Elle ignorait totalement que « Kostro » était devenu un grand poète et qu’il l’avait immortalisée. Dans une lettre de septembre 1946, elle écrit :

« Ceux qui aiment sa poésie devraient m’être reconnaissants de ne pas l’avoir épousé. Si je l’avais fait, qui sait, peut-être pareille poésie n’eût pas été écrite. Il est rare qu’un poète donne à son épouse le relief qu’il accorde à un amour perdu. ».
Pendant la seconde guerre mondiale lorsqu’il s’était réfugié à New-York, Robert Goffin avait lié amitié avec LeRoy Clinton Breunig, universitaire américain, spécialiste de la poésie française du début du XXe siècle et critique d'art. Il lui envoie l’adresse d’Annie pour arranger un rendez-vous en Amérique « où nous aurions tous les deux un exemplaire d’Alcools à la main »
- En octobre 1951, Annie Playden accorde une interview à LeRoy Clinton Breunig, interview auquel Robert Goffin n’a pas pu participer.

« Elle a bien voulu traverser toute l’Amérique de Californie à New-York (...) et c’est là que je l’ai rencontrée », « en haut d’un gratte-ciel ».
- Une autre interview a lieu en 1962 avec Leroy Clinton Breunig, Francis Steegmuller et Norbert Guterman, deux autres universitaires de l’université Barnard College à Columbia. Cette fois, Annie n’a pas à traverser l’Amérique puisqu’elle vit désormais chez sa sœur près de New York, à Katonah, dans le comté de Westchester, où la rejoignent les trois universitaires (elle a alors 82 ans).

Les bibliothèques patrimoniales de la Ville de Paris détiennent quelques photos d’Annie Playden : vers 1901-1910, aux États-Unis en 1910, au Canada vers 1947, avec Leroy C. Breunig à New York en 1965.